# Parapilocrocis
Parapilocrocis là một chi bướm đêm thuộc họ Crambidae.

## Các loài
- Parapilocrocis albomarginalis (Schaus, 1920)
- Parapilocrocis citribasalis Munroe, 1967

Các loài trước đây
- Parapilocrocis albipunctalis (Hampson, 1918)